# Liste der Feynman-Regeln
Die Feynman-Regeln dienen im Rahmen der störungstheoretisch behandelten Quantenfeldtheorie zur eindeutigen Übersetzung von mathematischen Ausdrücken der Elemente von Streumatrizen in grafische Darstellungen in Form von Feynman-Diagrammen und zurück. Diese Liste der Feynman-Regeln gibt alle Feynman-Regeln des Standardmodells der Teilchenphysik im Impulsraum in den verallgemeinerten Rξ-Eichungen in der gebrochenen Phase wieder.
Die Feynman-Regeln folgen gänzlich aus der Lagrangedichte der betrachteten Quantenfeldtheorie, fundamentalen physikalischen Grundsätzen wie dem Energie- und Impulserhaltungssatz und dem Transformationsverhalten der Teilchen unter den Operationen der Poincaré-Gruppe.
Im Standardmodell kann die Lagrangedichte {\displaystyle {\mathcal {L}}} in sechs unabhängige Teile aufgespalten werden:
{\displaystyle {\mathcal {L}}={\mathcal {L}}_{\mathrm {Eichfelder} }+{\mathcal {L}}_{\mathrm {Fermionen} }+{\mathcal {L}}_{\mathrm {Higgs} }+{\mathcal {L}}_{\mathrm {Yukawa} }+{\mathcal {L}}_{\mathrm {Eichfixierung} }+{\mathcal {L}}_{\mathrm {Geister} }}

## Struktur der Feynman-Diagramme
Feynman-Diagramme bestehen grundsätzlich aus drei verschiedenen Bausteinen: externen Linien, Propagatoren und Vertices.
Die externen Linien geben die Teilchen an, die im betrachteten Prozess streuen. Es gibt einlaufende Teilchen und auslaufende Teilchen. Nur diese externen Teilchen sind physikalisch beobachtbar. Sie sind asymptotische Zustände; anschaulich gesprochen kommen die Teilchen „aus dem Unendlichen“, wo sie nicht miteinander wechselwirken, und gehen als auslaufende Teilchen nach dem Streuprozess wieder dorthin.
Die Propagatoren beschreiben als interne Linien virtuelle Teilchen, über die die Wechselwirkung zwischen den physikalischen Teilchen vonstattengeht. Diese virtuellen Teilchen sind nicht beobachtbar und verletzen die Energie-Impuls-Relation; sie sind nicht auf der Massenschale.
An den Vertices geschehen die eigentlichen Wechselwirkungen. Dort treffen mehrere Linien aufeinander.

## Grundlegende Feynman-Regeln
1. Alle externen Teilchen liegen auf der Massenschale. Die LSZ-Reduktionsformel besagt, dass ihnen keine Propagator-Faktoren zugeordnet werden. Zwischen einlaufenden und auslaufenden Teilchen gilt die Energie-Impuls-Erhaltung.
2. An allen Vertices gilt die Energie-Impuls-Erhaltung.
3. Über alle nicht durch die Energie-Impuls-Erhaltung festgelegten Energien und Impulse wird integriert. Dies tritt auf, wenn im Feynman-Diagramm geschlossene Schleifen von Propagatoren auftreten. Jede solche Schleife führt zu genau einem vierdimensionalen Integral.
4. Alle Elemente eines Diagramms werden miteinander multipliziert. Über alle möglichen Diagramme wird summiert.

## Externe Teilchen
Die Feynman-Regeln für externe Teilchen folgen aus dem Transformationsverhalten der Teilchen unter der Poincaré-Gruppe. Sie hängen nur von ihrem Spin ab. Gluonen und einige Fermionen, die Quarks, tragen zusätzlich einen Farbindex, da sie an der starken Wechselwirkung teilnehmen und nichttrivial unter den Operationen einer {\displaystyle SU(3)}-Symmetriegruppe des Standardmodells transformieren. Die Spinoren des anderen Typs Fermionen, der Leptonen, tragen keine Farbindices.
Es existieren keine Feynman-Regeln für externe Faddejew-Popow-Geister, da diese unphysikalisch sind und keine asymptotischen (externen) Zustände bilden können, sondern nur als interne Linien in Feynman-Diagrammen auftreten. Falls Matrixelemente mithilfe der BCFW-Rekursion berechnet werden, führt dies ebenfalls niemals zu Geistern auf externen Linien.
| Typ                  | Symbol | Beschreibung                        | Faktor                                |
| -------------------- | ------ | ----------------------------------- | ------------------------------------- |
| Skalarbosonen Spin 0 |        | einlaufender Skalar                 | {\displaystyle 1}                     |
| Skalarbosonen Spin 0 |        | auslaufender Skalar                 | {\displaystyle 1}                     |
| Fermionen Spin ½     |        | einlaufendes Fermion                | {\displaystyle u^{a}}                 |
| Fermionen Spin ½     |        | auslaufendes Fermion                | {\displaystyle {\bar {u}}^{a}}        |
| Fermionen Spin ½     |        | einlaufendes Antifermion            | {\displaystyle {\bar {v}}^{a}}        |
| Fermionen Spin ½     |        | auslaufendes Antifermion            | {\displaystyle v^{a}}                 |
| Eichbosonen Spin 1   |        | einlaufendes elektroschwaches Boson | {\displaystyle \epsilon _{\mu }}      |
| Eichbosonen Spin 1   |        | auslaufendes elektroschwaches Boson | {\displaystyle \epsilon _{\mu }^{*}}  |
| Eichbosonen Spin 1   |        | einlaufendes Gluon                  | {\displaystyle \epsilon _{\mu }^{a}}  |
| Eichbosonen Spin 1   |        | auslaufendes Gluon                  | {\displaystyle \epsilon _{\mu }^{a*}} |

## Propagatoren
Die Propagatoren der Teilchen folgen aus der Lagrangedichte. Sie sind die Inversen der kinetischen Terme. Diese kinetischen Terme sind alle Terme, die proportional zum Quadrat der Wellenfunktionen der jeweiligen Felder sind. Für die Eichbosonen und ihre korrespondierenden Goldstone-Bosonen sowie Geister ergibt sich die Besonderheit, dass die Propagatoren von einem Eichparameter abhängen. Dieser muss in der Lagrangedichte in Form von Termen in {\displaystyle {\mathcal {L}}_{\mathrm {Eichfixierung} }} eingeführt werden, da die kinetischen Terme der Eichfelder ansonsten nicht invertierbar sind. Diese Eichfixierungsterme enthalten auch Terme proportional zum Quadrat der Goldstone-Bosonen. Da zuletzt noch die Faddejew-Popow-Geister eingeführt werden, um unphysikalische Freiheitsgrade der Eichbosonen zu eliminieren, hängt auch ihr Propagator von der gewählten Eichung ab.
Die kinetischen Terme lauten:
- für die Eichfelder {\displaystyle A_{\mu }{\Big (}\underbrace {-{\frac {1}{2}}(q^{2}g^{\mu \nu }-q^{\mu }q^{\nu })} _{\subset {\mathcal {L}}_{\mathrm {Eichfelder} }}\underbrace {-{\frac {1}{2\xi }}q^{\mu }q^{\nu }} _{\subset {\mathcal {L}}_{\mathrm {Eichfixierung} }}\underbrace {+{\frac {1}{2}}m_{A}^{2}g^{\mu \nu }} _{\subset {\mathcal {L}}_{\mathrm {Higgs} }}{\Big )}A_{\nu }}
- für die Fermionen {\displaystyle {\bar {\psi }}{\Big (}\underbrace {\gamma ^{\mu }q_{\mu }} _{\subset {\mathcal {L}}_{\mathrm {Fermionen} }}\underbrace {-m_{f}} _{\subset {\mathcal {L}}_{\mathrm {Yukawa} }}{\Big )}\psi }
- für das Higgs-Boson {\displaystyle h{\Big (}\underbrace {{\frac {1}{2}}(q^{2}-m_{h}^{2})} _{\subset {\mathcal {L}}_{\mathrm {Higgs} }}{\Big )}h}
- für die Goldstone-Bosonen {\displaystyle \varphi _{A}{\Big (}\underbrace {{\frac {1}{2}}q^{2}} _{\subset {\mathcal {L}}_{\mathrm {Higgs} }}\underbrace {-{\frac {1}{2}}\xi m_{A}^{2}} _{\subset {\mathcal {L}}_{\mathrm {Eichfixierung} }}{\Big )}\varphi _{A}}
- für die Faddejew-Popow-Geister {\displaystyle {\bar {c}}_{A}{\Big (}\underbrace {-q^{2}+\xi m_{A}^{2}} _{\subset {\mathcal {L}}_{\mathrm {Geister} }}{\Big )}c_{A}}

| Typ                  | Symbol | Beschreibung      | Faktor |
| -------------------- | ------ | ----------------- | --- |
| Skalarbosonen Spin 0 |        | Higgs-Boson       | {\displaystyle {\frac {\mathrm {i} }{q^{2}-m_{h}^{2}}}}                                                                      |
| Skalarbosonen Spin 0 |        | Goldstone-W-Boson | {\displaystyle {\frac {\mathrm {i} }{q^{2}-\xi m_{W}^{2}}}}                                                                  |
| Skalarbosonen Spin 0 |        | Goldstone-Z-Boson | {\displaystyle {\frac {\mathrm {i} }{q^{2}-\xi m_{Z}^{2}}}}                                                                  |
| Fermionen Spin ½     |        | Fermion           | {\displaystyle \mathrm {i} \delta _{ab}{\frac {(\gamma ^{\mu }q_{\mu }+m_{f})}{q^{2}-m_{f}^{2}}}}                            |
| Eichbosonen Spin 1   |        | Photon            | {\displaystyle -\mathrm {i} {\frac {g^{\mu \nu }-(1-\xi ){\frac {q^{\mu }q^{\nu }}{q^{2}}}}{q^{2}}}}                         |
| Eichbosonen Spin 1   |        | W-Boson           | {\displaystyle -\mathrm {i} {\frac {g^{\mu \nu }-(1-\xi ){\frac {q^{\mu }q^{\nu }}{q^{2}-\xi m_{W}^{2}}}}{q^{2}-m_{W}^{2}}}} |
| Eichbosonen Spin 1   |        | Z-Boson           | {\displaystyle -\mathrm {i} {\frac {g^{\mu \nu }-(1-\xi ){\frac {q^{\mu }q^{\nu }}{q^{2}-\xi m_{Z}^{2}}}}{q^{2}-m_{Z}^{2}}}} |
| Eichbosonen Spin 1   |        | Gluon             | {\displaystyle -\mathrm {i} \delta _{ab}{\frac {g^{\mu \nu }-(1-\xi ){\frac {q^{\mu }q^{\nu }}{q^{2}}}}{q^{2}}}}             |
| Geister Spin 0       |        | Photon-Geist      | {\displaystyle {\frac {\mathrm {i} }{q^{2}}}}                                                                                |
| Geister Spin 0       |        | W-Geist           | {\displaystyle {\frac {\mathrm {i} }{q^{2}-\xi m_{W}^{2}}}}                                                                  |
| Geister Spin 0       |        | Z-Geist           | {\displaystyle {\frac {\mathrm {i} }{q^{2}-\xi m_{Z}^{2}}}}                                                                  |
| Geister Spin 0       |        | Gluon-Geist       | {\displaystyle {\frac {\mathrm {i} \delta _{ab}}{q^{2}}}}                                                                    |

## Vertices

### Eichbosonen-Vertices
Die Eichbosonen-Vertices folgen vollständig aus der Eichbosonen-Lagrangedichte. Diese lautet:
{\displaystyle {\mathcal {L}}_{\mathrm {Eichbosonen} }=-{\frac {1}{4}}\sum _{a=1}^{8}G_{\mu \nu }^{a}G^{\mu \nu ,a}-\sum _{a=1}^{3}{\frac {1}{4}}W_{\mu \nu }^{a}W^{\mu \nu ,a}-{\frac {1}{4}}B_{\mu \nu }B^{\mu \nu }}
Die {\displaystyle G,W,B} sind die Feldstärketensoren der acht Gluonen der {\displaystyle SU(3)_{C}}, die die starke Wechselwirkung vermitteln, der drei W-Bosonen der {\displaystyle SU(2)_{L}} und des einen B-Bosons der {\displaystyle U(1)_{Y}}, die nach der elektroschwachen Symmetriebrechung zu den vier Ladungs- und Masseneigenzuständen {\displaystyle W^{+},W^{-},Z,A} mischen. Diese Feldstärketensoren sind definiert durch
{\displaystyle G^{\mu \nu ,a}=\partial ^{\mu }g^{\nu ,a}-\partial ^{\nu }g^{\nu ,a}+g_{s}\sum _{b,c}f^{abc}g^{\mu ,b}g^{\nu ,c}}
Neben den kinetischen Termen, die zu den Propagatoren führen, ergibt dies für die starke Wechselwirkung die folgenden beiden Wechselwirkungterme:
{\displaystyle {\mathcal {L}}_{\mathrm {Gluon} }\supset -g_{s}\sum _{a,b,c=1}^{8}f^{abc}(\partial _{\mu }g_{\nu }^{a})g^{\mu ,b}g^{\nu ,c}-{\frac {1}{4}}g_{s}^{2}\sum _{a,b,c,d,e=1}^{8}f^{eab}f^{ecd}g_{\mu }^{a}g_{\nu }^{b}g^{\mu ,c}g^{\nu ,d}}
Die Feynman-Regeln werden nach einer Symmetrisierung der Terme in den drei bzw. vier Gluonen ersichtlich.
Im Fall der elektroschwachen Vertices sind die Terme nicht in der (elektrischen) Ladungs- und Masseneigenbasis angegeben, sodass die physikalischen Wechselwirkungen nicht offensichtlich sind. Nach der Rotation im Zustandsraum vermittels
{\displaystyle W_{\mu }^{\pm }={\frac {1}{\sqrt {2}}}(W_{\mu }^{1}\mp \mathrm {i} W_{\mu }^{2})\quad Z_{\mu }=c_{w}W_{\mu }^{3}-s_{w}B_{\mu }^{3}\quad A_{\mu }=s_{w}W_{\mu }^{3}+c_{w}B_{\mu }^{3}}
ergeben sich die folgenden sechs Terme:
{\displaystyle {\begin{aligned}{\mathcal {L}}_{\mathrm {W/Z/A} }\supset &-\mathrm {i} gc_{w}\left[\partial ^{\mu }Z^{\nu }(W_{\mu }^{+}W_{\nu }^{-}-W_{\nu }^{+}W_{\mu }^{-})+Z^{\nu }(-W^{\mu +}\partial _{\nu }W_{\mu }^{-}+W^{\mu -}\partial _{\nu }W_{\mu }^{+}+W_{\mu }^{+}\partial ^{\mu }W_{\nu }^{-}-W_{\mu }^{-}\partial _{\mu }W_{\nu }^{+}\right]\\&-\mathrm {i} e\left[\partial ^{\mu }A^{\nu }(W_{\mu }^{+}W_{\nu }^{-}-W_{\nu }^{+}W_{\mu }^{-})+A^{\nu }(-W^{\mu +}\partial _{\nu }W_{\mu }^{-}+W^{\mu -}\partial _{\nu }W_{\mu }^{+}+W_{\mu }^{+}\partial ^{\mu }W_{\nu }^{-}-W_{\mu }^{-}\partial _{\mu }W_{\nu }^{+}\right]\\&-{\frac {g^{2}}{2}}\left[W_{\mu }^{+}W^{\mu -}W_{\nu }^{+}W^{\nu -}-W_{\mu }^{+}W^{\nu -}W_{\mu }^{+}W^{\nu -}\right]\\&+g^{2}c_{w}^{2}\left[Z^{\mu }Z^{\nu }W_{\mu }^{+}W_{\nu }^{-}-Z^{\mu }Z_{\mu }W^{\nu ^{+}}W_{\nu }^{-}\right]\\&+e^{2}\left[A^{\mu }A^{\nu }W_{\mu }^{+}W_{\nu }^{-}-A^{\mu }A_{\mu }W^{\nu ^{+}}W_{\nu }^{-}\right]\\&+egc_{w}\left[A^{\mu }Z^{\nu }W_{\mu }^{+}W_{\nu }^{-}+A^{\mu }Z^{\nu }W_{\nu }^{+}W_{\mu }^{-}-2Z^{\mu }A_{\mu }W^{\nu ^{+}}W_{\nu }^{-}\right]\end{aligned}}}
| Typ                            | Symbol | Beschreibung                   | Faktor |
| ------------------------------ | ------ | ------------------------------ | --- |
| starker Dreier-Vertex          |        | 3 Gluonen                      | {\displaystyle {\begin{aligned}g_{s}f^{abc}&\left[g_{\mu \nu }(p-k)_{\rho }\right.\\&+g_{\nu \rho }(k-q)_{\mu }\\&\left.+g_{\rho \mu }(q-p)_{\nu }\right]\end{aligned}}} |
| starker Vierer-Vertex          |        | 4 Gluonen                      | {\displaystyle {\begin{aligned}-\mathrm {i} g_{s}^{2}&\left[f^{eab}f^{ecd}(g_{\mu \alpha }g_{\nu \beta }-g_{\mu \beta }g_{\nu \alpha })\right.\\&+f^{eac}f^{edb}(g_{\mu \beta }g_{\alpha \nu }-g_{\mu \nu }g_{\alpha \beta })\\&+\left.f^{ead}f^{ebc}(g_{\mu \nu }g_{\alpha \beta }-g_{\mu \alpha }g_{\nu \beta })\right]\end{aligned}}} |
| elektroschwacher Dreier-Vertex |        | 2 W-Bosonen 1 Photon           | {\displaystyle {\begin{aligned}-\mathrm {i} e&\left[g_{\alpha \beta }(p-k)_{\mu }\right.\\&+g_{\beta \mu }(k-q)_{\alpha }\\&\left.+g_{\mu \alpha }(q-p)_{\beta }\right]\end{aligned}}} |
| elektroschwacher Dreier-Vertex |        | 2 W-Bosonen 1 Z-Boson          | {\displaystyle {\begin{aligned}-\mathrm {i} gc_{w}&\left[g_{\alpha \beta }(p-k)_{\mu }\right.\\&+g_{\beta \mu }(k-q)_{\alpha }\\&\left.+g_{\mu \alpha }(q-p)_{\beta }\right]\end{aligned}}} |
| elektroschwacher Vierer-Vertex |        | 2 W-Bosonen 2 Photonen         | {\displaystyle -\mathrm {i} e^{2}\left[2g_{\alpha \beta }g_{\mu \nu }-g_{\alpha \mu }g_{\beta \nu }-g_{\alpha \nu }g_{\beta \mu }\right]} |
| elektroschwacher Vierer-Vertex |        | 2 W-Bosonen 2 Z-Bosonen        | {\displaystyle -\mathrm {i} g^{2}c_{w}^{2}\left[2g_{\alpha \beta }g_{\mu \nu }-g_{\alpha \mu }g_{\beta \nu }-g_{\alpha \nu }g_{\beta \mu }\right]} |
| elektroschwacher Vierer-Vertex |        | 2 W-Bosonen 1 Photon 1 Z-Boson | {\displaystyle -\mathrm {i} egc_{w}\left[2g_{\alpha \beta }g_{\mu \nu }-g_{\alpha \mu }g_{\beta \nu }-g_{\alpha \nu }g_{\beta \mu }\right]} |
| elektroschwacher Vierer-Vertex |        | 4 W-Bosonen                    | {\displaystyle \mathrm {i} g^{2}\left[2g_{\alpha \beta }g_{\mu \nu }-g_{\alpha \mu }g_{\beta \nu }-g_{\alpha \nu }g_{\beta \mu }\right]} |

### Fermionen-Vertices
Die Lagrangedichte der Fermionen lautet
{\displaystyle {\mathcal {L}}_{\mathrm {Fermionen} }=\sum _{i}{\bar {\ell }}_{i,L}\mathrm {i} \gamma ^{\mu }D_{\mu }^{L}\ell _{i,L}+\sum _{i}{\bar {\ell }}_{i,R}\mathrm {i} \gamma ^{\mu }D_{\mu }^{R}\ell _{i,R}+\sum _{i,j}{\bar {q}}_{i,L}\mathrm {i} \gamma ^{\mu }D_{\mu ,ij}^{q,L}q_{j,L}+\sum _{i}{\bar {q}}_{i,R}\mathrm {i} \gamma ^{\mu }D_{\mu }^{q,R}q_{i,R}}
wobei die Summe über die drei Generationen von Leptonen {\displaystyle \ell } und Quarks {\displaystyle q} läuft. In dieser Formulierung wurden die Anteile linkshändiger und rechtshändiger Chiralität gesondert betrachtet. Sie sind definiert durch Projektion der Wellenfunktionen auf Unterräume mittels der Projektionsoperatoren
{\displaystyle \psi _{L}=P_{L}\psi ={\frac {1-\gamma ^{5}}{2}}\psi } und {\displaystyle \psi _{R}=P_{R}\psi ={\frac {1+\gamma ^{5}}{2}}\psi }
Die kovarianten Ableitungen {\displaystyle D_{\mu }} operieren verschieden je nach Typ und Chiralität des Fermions. Die linkshändigen Fermionen bilden ein Dublett unter der {\displaystyle SU(2)}-Symmetriegruppe, das in der fundamentalen Darstellung transformiert, die rechtshändigen Fermionen ein Singulett, das trivial transformiert. Daher koppeln die drei W-Bosonen der {\displaystyle SU(2)} nur an die linkshändigen Anteile und das B-Boson der {\displaystyle U(1)} an beide Anteile gleichermaßen. Diesen beiden Symmetrien werden die Quantenzahlen schwacher Isospin {\displaystyle T^{3}} und schwache Hyperladung {\displaystyle Y} zugeordnet. Im Standardmodell wird diese elektroschwache {\displaystyle SU(2)\times U(1)}-Symmetrie spontan zu einer {\displaystyle U(1)} gebrochen. Die verbleibende Quantenzahl ist die elektrische Ladung. Der Ladungsoperator ist
{\displaystyle Q=T^{3}+{\frac {Y}{2}}}
und operiert auf den Dubletts bzw. Singuletts in der jeweiligen Darstellung.
|          | Linkshändig                                       | el. Ladung {\displaystyle q_{f}} | schw. Isospin {\displaystyle T^{3}} | schw. Hyperldg. {\displaystyle Y} | Rechtshändig                                         | el. Ladung {\displaystyle q_{f}} | schw. Isospin {\displaystyle T^{3}} | schw. Hyperldg. {\displaystyle Y} |
| -------- | ------------------------------------------------- | -------------------------------- | ----------------------------------- | --------------------------------- | ---------------------------------------------------- | -------------------------------- | ----------------------------------- | --------------------------------- |
| Leptonen | {\displaystyle \nu _{e},\nu _{\mu },\nu _{\tau }} | 0                                | +½                                  | −1                                | –                                                    | –                                | –                                   | –                                 |
| Leptonen | {\displaystyle e^{-},\mu ^{-},\tau ^{-}}          | −1                               | −½                                  | −1                                | {\displaystyle e_{R}^{-},\mu _{R}^{-},\tau _{R}^{-}} | −1                               | 0                                   | −2                                |
| Quarks   | {\displaystyle u,c,t}                             | +2/3                             | +½                                  | +1/3                              | {\displaystyle u_{R},c_{R},t_{R}}                    | +2/3                             | 0                                   | +4/3                              |
| Quarks   | {\displaystyle d',s',b'}                          | −1/3                             | −½                                  | +1/3                              | {\displaystyle d_{R},s_{R},b_{R}}                    | −1/3                             | 0                                   | −2/3                              |

Aus dem Bruch der Symmetrie und dem unterschiedlichen Operationsverhalten ergibt sich, dass die beiden physikalischen geladenen W-Bosonen als Linearkombination aus den drei W-Bosonen ebenfalls nur an die linkshändigen Anteile koppeln. Das physikalische Z-Boson als Linearkombination des W3-Bosons und des B-Bosons der {\displaystyle U(1)} koppelt mit unterschiedlicher Stärke an links- und rechtshändige Anteile. Das Photon als Eichboson der residualen {\displaystyle U(1)} koppelt mit gleicher Stärke an beide Anteile.
Für alle linkshändigen Leptonen gilt daher in der Eigenbasis der schwachen Wechselwirkung
{\displaystyle D_{\mu ,ij}^{L}=\partial _{\mu }\delta _{ij}+\mathrm {i} \eta {\frac {g}{2}}(\tau ^{+}W_{\mu }^{+}+\tau ^{-}W_{\mu }^{-}){\tilde {V}}_{ij}+\mathrm {i} \eta eQA_{\mu }\delta _{ij}+\mathrm {i} \eta {\frac {g}{c_{w}}}\left({\frac {\tau _{f}^{3}}{2}}-Qs_{w}^{2}\right)Z_{\mu }\delta _{ij}}
und für alle rechtshändigen
{\displaystyle D_{\mu }^{R}=\partial _{\mu }+\mathrm {i} \eta eQA_{\mu }-\mathrm {i} \eta {\frac {g}{c_{w}}}q_{f}s_{w}^{2}Z_{\mu }}
Der Faktor {\displaystyle {\tilde {V}}_{i}j} in der Lagrangedichte ist eine Mischungsmatrix, da die Masseneigenzustände der Fermionen nicht mit den Eigenzuständen der schwachen Wechselwirkung übereinstimmen müssen. Dieser Faktor ist nur für die Wechselwirkung mit den W-Bosonen von Belang, da in allen neutralen Strömen, bei denen keine Umwandlung verschiedener Generationen stattfindet, die Summe von der Mischungsmatrix unabhängig wird (GIM-Mechanismus). Im leptonischen Fall im Rahmen des Standardmodells ist {\displaystyle {\tilde {V}}_{ij}=\delta _{ij}} und wurde in der obigen Lagrangedichte bereits eingesetzt.
In den Feynman-Regeln äußert sich dies darin, dass für die Vertices mit W-Bosonen die linkshändigen Anteile herausprojiziert werden müssen. Dies geschieht mithilfe des Faktors {\displaystyle P_{L}}. Der unterschiedlichen Stärke der Kopplungen des Z-Bosons wird durch eine Linearkombination aus {\displaystyle P_{L}} und {\displaystyle P_{R}} Rechnung getragen. Die Anteile berechnen sich durch
{\displaystyle g_{V}^{f}={\frac {1}{2}}T_{f}^{3}-q_{f}s_{w}^{2}} und {\displaystyle g_{A}^{f}={\frac {1}{2}}T_{f}^{3}}
wobei sich die Faktoren {\displaystyle T_{f}^{3}} auf den schwachen Isospin der linkshändigen Fermionen-Dubletts beziehen.
Da die Quarks zusätzlich in der fundamentalen Darstellung der {\displaystyle SU(3)} transformieren, erhält ihre kovariante Ableitung den zustäzlichen Term
{\displaystyle D_{\mu (,ij)}^{q}=D_{\mu (,ij)}+\mathrm {i} g_{s}T^{a}g_{\mu }^{a}(\delta _{ij})}
wobei die {\displaystyle T^{a}} als Generatoren der {\displaystyle SU(3)} bis auf einen Faktor 2 die Gell-Mann-Matrizen im Farbraum sind. Der Faktor {\displaystyle {\tilde {V}}_{ij}} ist im Fall der Quarks die Cabibbo-Kobayashi-Maskawa-Matrix (CKM-Matrix), die auf die Quarks des down-Typs operiert. Man beachte, dass in der Lagrangedichte die {\displaystyle SU(2)}-Indices in der Summe implizit sind; daher ist in dieser Darstellung
{\displaystyle {\tilde {V}}_{ij}={\begin{pmatrix}1&0\\0&V_{ij}\end{pmatrix}}}.
| Typ             | Symbol | Beschreibung                                            | Faktor                                                                                                |
| --------------- | ------ | ------------------------------------------------------- | --- |
| starker Vertex  |        | 2 Fermionen 1 Gluon                                     | {\displaystyle \mathrm {i} g_{s}\gamma _{\mu }T_{ij}^{a}}                                             |
| neutrale Ströme |        | 2 Fermionen 1 Photon                                    | {\displaystyle \mathrm {i} eq_{f}\gamma _{\mu }}                                                      |
| neutrale Ströme |        | 2 Fermionen 1 Z-Boson                                   | {\displaystyle \mathrm {i} {\frac {g}{c_{w}}}\gamma _{\mu }(g_{V}^{f}-g_{A}^{f}\gamma _{5})}          |
| geladene Ströme |        | 1 Antifermion des u-Typs 1 Fermion des d-Typs 1 W-Boson | {\displaystyle \mathrm {i} {\frac {g}{\sqrt {2}}}\gamma _{\mu }{\frac {1-\gamma _{5}}{2}}V_{ff'}}     |
| geladene Ströme |        | 1 Antifermion des d-Typs 1 Fermion des u-Typs 1 W-Boson | {\displaystyle \mathrm {i} {\frac {g}{\sqrt {2}}}\gamma _{\mu }{\frac {1-\gamma _{5}}{2}}V_{f'f}^{*}} |

### Higgs- und Goldstone-Vertices
Die Higgs-Terme in der Lagrangedichte sind die Ursache für die spontane Symmetriebrechung der {\displaystyle SU(2)\times U(1)} und geben den elektroschwachen Eichbosonen ihre Masse. In der ungebrochenen Phase lautet der Anteil
{\displaystyle {\mathcal {L}}_{\mathrm {Higgs} }=(D^{\mu }\phi )^{\dagger }(D_{\mu }\phi )+\mu ^{2}\phi ^{\dagger }\phi -\lambda (\phi ^{\dagger }\phi )^{2}}
wobei {\displaystyle \phi } ein komplexes Dublett ist, das in der fundamentalen Darstellung der {\displaystyle SU(2)} transformiert und {\displaystyle D^{\mu }} daher dieselbe kovariante Ableitung wie für die linkshändigen Fermionen ist. Die schwache Hyperladung des Dubletts ist {\displaystyle Y=1} für beiden Einträge. Damit wird der Ladungsoperator zu
{\displaystyle Q={\begin{pmatrix}1&0\\0&0\end{pmatrix}}}
und das komplexe Dublett kann in Termen von vier reellen Feldern {\displaystyle \varphi ^{1},\varphi ^{2},h,\varphi _{Z}} und dem Vakuumerwartungswert {\displaystyle v} geschrieben werden:
{\displaystyle \phi ={\begin{pmatrix}{\frac {\varphi ^{1}-\mathrm {i} \varphi ^{2}}{\sqrt {2}}}\\{\frac {v+h+\mathrm {i} \varphi _{z}}{\sqrt {2}}}\end{pmatrix}}}
Nach dem Schreiben in der Masseneigenbasis werden die Terme zu
{\displaystyle {\begin{aligned}{\mathcal {L}}_{\mathrm {Higgs} }=&\left|\partial _{\mu }\varphi ^{+}+\mathrm {i} \eta g{\frac {c_{w}^{2}-s_{w}^{2}}{2c_{w}}}Z_{\mu }\varphi ^{+}+\mathrm {i} \eta eA_{\mu }\varphi ^{+}+{\frac {1}{2}}\mathrm {i} g\eta W_{\mu }^{+}(v+h+\mathrm {i} \varphi _{Z})\right|^{2}\\&+{\frac {1}{2}}\left|\partial _{\mu }(h+\mathrm {i} \varphi _{Z})+\mathrm {i} \eta gW_{\mu }^{-}\varphi ^{+}-{\frac {1}{2}}\mathrm {i} \eta {\frac {g}{c_{w}}}Z_{\mu }(v+h+\mathrm {i} \varphi _{Z})\right|^{2}\\&-{\frac {1}{2}}m_{h}^{2}h^{2}-{\frac {1}{2}}\lambda vh\left[\varphi ^{+}\varphi ^{-}+{\frac {1}{2}}(\varphi _{Z}^{2}+h^{2})\right]-{\frac {1}{4}}\lambda \left[\varphi ^{+}\varphi ^{-}+{\frac {1}{2}}(\varphi _{Z}^{2}+h^{2})\right]^{2}\end{aligned}}}
mit der Identifikation {\displaystyle \varphi ^{\pm }={\tfrac {\varphi ^{1}\mp \varphi ^{2}}{\sqrt {2}}}}. Die Feynman-Regeln folgen nach der Ausmultiplikation aus allen auftretenden Termen, die drei oder mehr Feldoperatoren beinhalten. Die Parameter {\displaystyle \lambda ,v} können durch die Relationen
{\displaystyle m_{h}^{2}={\frac {1}{2}}\lambda v} und {\displaystyle m_{W}^{2}={\frac {1}{4}}g^{2}v^{2}}
eliminiert werden.
Des Weiteren folgen aus diesem Teil der Lagrangedichte Terme, die bilinear in den Eich- und den Goldstone-Bosonen sind, wie zum Beispiel {\displaystyle -{\tfrac {1}{2}}\eta v{\tfrac {g}{c_{w}}}\partial _{\mu }\varphi _{Z}Z^{\mu }}. Diese Terme werden durch den Eichfixierungsanteil, der ansonsten keine eigenen Wechselwirkungen erzeugt, vollständig aufgehoben.
| Typ                            | Symbol | Beschreibung                                                | Faktor                                                                                       |
| ------------------------------ | ------ | ----------------------------------------------------------- | -------------------------------------------------------------------------------------------- |
| Dreier-Vertex mit Eichbosonen  |        | 2 Goldstone-W-Bosonen 1 Photon                              | {\displaystyle -\mathrm {i} e(p_{+}-p_{-})_{\mu }}                                           |
| Dreier-Vertex mit Eichbosonen  |        | 2 Goldstone-W-Bosonen 1 Z-Boson                             | {\displaystyle -\mathrm {i} g{\frac {c_{w}^{2}-s_{w}^{2}}{2c_{w}}}(p_{+}-p_{-})_{\mu }}      |
| Dreier-Vertex mit Eichbosonen  |        | 1 Higgs-Boson 1 Goldstone-W-Boson 1 W-Boson                 | {\displaystyle -{\frac {\mathrm {i} g}{2}}(k-p)_{\mu }}                                      |
| Dreier-Vertex mit Eichbosonen  |        | 1 Goldstone-Z-Boson 1 Goldstone-W-Boson 1 W-Boson           | {\displaystyle {\frac {g}{2}}(k-p)_{\mu }}                                                   |
| Dreier-Vertex mit Eichbosonen  |        | 1 Higgs-Boson 1 Goldstone-Z-Boson Z W-Boson                 | {\displaystyle {\frac {g}{2c_{w}}}(k-p)_{\mu }}                                              |
| Dreier-Vertex mit Eichbosonen  |        | 1 Goldstone-W-Boson 1 W-Boson 1 Photon                      | {\displaystyle -\mathrm {i} em_{W}g_{\mu \nu }}                                              |
| Dreier-Vertex mit Eichbosonen  |        | 1 Goldstone-W-Boson 1 W-Boson 1 Z-Boson                     | {\displaystyle -\mathrm {i} gm_{Z}s_{w}^{2}g_{\mu \nu }}                                     |
| Dreier-Vertex mit Eichbosonen  |        | 1 Higgs-Boson 2 W-Bosonen                                   | {\displaystyle \mathrm {i} gm_{W}g_{\mu \nu }}                                               |
| Dreier-Vertex mit Eichbosonen  |        | 1 Higgs-Boson 2 Z-Bosonen                                   | {\displaystyle \mathrm {i} {\frac {g}{c_{w}}}m_{Z}g_{\mu \nu }}                              |
| Vierer-Vertex mit Eichbosonen  |        | 2 Higgs-Bosonen 2 W-Bosonen                                 | {\displaystyle {\frac {\mathrm {i} g^{2}}{2}}g_{\mu \nu }}                                   |
| Vierer-Vertex mit Eichbosonen  |        | 2 Goldstone-Z-Bosonen 2 W-Bosonen                           | {\displaystyle {\frac {\mathrm {i} g^{2}}{2}}g_{\mu \nu }}                                   |
| Vierer-Vertex mit Eichbosonen  |        | 2 Higgs-Bosonen 2 Z-Bosonen                                 | {\displaystyle {\frac {\mathrm {i} g^{2}}{2c_{w}^{2}}}g_{\mu \nu }}                          |
| Vierer-Vertex mit Eichbosonen  |        | 2 Goldstone-Z-Bosonen 2 Z-Bosonen                           | {\displaystyle {\frac {\mathrm {i} g^{2}}{2c_{w}^{2}}}g_{\mu \nu }}                          |
| Vierer-Vertex mit Eichbosonen  |        | 2 Goldstone-W-Bosonen 2 Photonen                            | {\displaystyle 2\mathrm {i} e^{2}g_{\mu \nu }}                                               |
| Vierer-Vertex mit Eichbosonen  |        | 2 Higgs-Bosonen 2 Z-Bosonen                                 | {\displaystyle {\frac {\mathrm {i} g^{2}(c_{w}^{2}-s_{w}^{2})^{2}}{2c_{w}^{2}}}g_{\mu \nu }} |
| Vierer-Vertex mit Eichbosonen  |        | 2 Goldstone-W-Bosonen 2 W-Bosonen                           | {\displaystyle \mathrm {i} {\frac {g^{2}}{2}}g_{\mu \nu }}                                   |
| Vierer-Vertex mit Eichbosonen  |        | 1 Goldstone-W-Boson 1 Higgs-Boson 1 W-Boson 1 Z-Boson       | {\displaystyle -\mathrm {i} {\frac {g^{2}s_{w}^{2}}{2c_{w}}}g_{\mu \nu }}                    |
| Vierer-Vertex mit Eichbosonen  |        | 1 Goldstone-W-Boson 1 Goldstone-Z-Boson 1 W-Boson 1 Z-Boson | {\displaystyle -{\frac {g^{2}s_{w}^{2}}{2c_{w}}}g_{\mu \nu }}                                |
| Vierer-Vertex mit Eichbosonen  |        | 1 Goldstone-W-Boson 1 Higgs-Boson 1 W-Boson 1 Photon        | {\displaystyle -\mathrm {i} {\frac {eg}{2}}g_{\mu \nu }}                                     |
| Vierer-Vertex mit Eichbosonen  |        | 1 Goldstone-W-Boson 1 Goldstone-Z-Boson 1 W-Boson 1 Photon  | {\displaystyle {\frac {eg}{2}}g_{\mu \nu }}                                                  |
| Vierer-Vertex mit Eichbosonen  |        | 2 Goldstone-W-Bosonen 1 Photon 1 Z-Boson                    | {\displaystyle -\mathrm {i} {\frac {eg(c_{w}^{2}-s_{w}^{2})}{c_{w}}}g_{\mu \nu }}            |
| Dreier-Vertex ohne Eichbosonen |        | 2 Goldstone-W-Bosonen 1 Higgs-Boson                         | {\displaystyle -\mathrm {i} {\frac {g}{2}}{\frac {m_{h}^{2}}{m_{W}}}}                        |
| Dreier-Vertex ohne Eichbosonen |        | 2 Goldstone-Z-Bosonen 1 Higgs-Boson                         | {\displaystyle -\mathrm {i} {\frac {g}{2}}{\frac {m_{h}^{2}}{m_{W}}}}                        |
| Dreier-Vertex ohne Eichbosonen |        | 3 Higgs-Bosonen                                             | {\displaystyle -\mathrm {i} {\frac {3g}{2}}{\frac {m_{h}^{2}}{m_{W}}}}                       |
| Vierer-Vertex ohne Eichbosonen |        | 4 Goldstone-W-Bosonen                                       | {\displaystyle -\mathrm {i} {\frac {g^{2}}{2}}{\frac {m_{h}^{2}}{m_{W}^{2}}}}                |
| Vierer-Vertex ohne Eichbosonen |        | 2 Goldstone-W-Bosonen 2 Higgs-Bosonen                       | {\displaystyle -\mathrm {i} {\frac {g^{2}}{4}}{\frac {m_{h}^{2}}{m_{W}^{2}}}}                |
| Vierer-Vertex ohne Eichbosonen |        | 2 Goldstone-W-Bosonen 2 Goldstone-Z-Bosonen                 | {\displaystyle -\mathrm {i} {\frac {g^{2}}{4}}{\frac {m_{h}^{2}}{m_{W}^{2}}}}                |
| Vierer-Vertex ohne Eichbosonen |        | 4 Higgs-Bosonen                                             | {\displaystyle -\mathrm {i} {\frac {3g^{2}}{4}}{\frac {m_{h}^{2}}{m_{W}^{2}}}}               |
| Vierer-Vertex ohne Eichbosonen |        | 2 Goldstone-Z-Bosonen 2 Higgs-Bosonen                       | {\displaystyle -\mathrm {i} {\frac {g^{2}}{4}}{\frac {m_{h}^{2}}{m_{W}^{2}}}}                |
| Vierer-Vertex ohne Eichbosonen |        | 4 Goldstone-Z-Bosonen                                       | {\displaystyle -\mathrm {i} {\frac {3g^{2}}{4}}{\frac {m_{h}^{2}}{m_{W}^{2}}}}               |

### Yukawa-Vertices
Der Yukawa-Anteil der Lagrangedichte beschreibt die Kopplung des skalaren Higgs-Feldes an Fermionen. Er lautet:
{\displaystyle {\mathcal {L}}_{\mathrm {Yukawa} }=-\sum _{i,j}V_{l}^{ij}{\bar {\psi }}_{l_{i},R}\phi ^{\dagger }\psi _{l_{j},L}-\sum _{i,j}V_{d}^{ij}{\bar {\psi }}_{d_{i},R}\phi ^{\dagger }\psi _{u_{j},L}-\sum _{i,j}V_{u}^{ij}{\bar {\psi }}_{u_{i},R}(\mathrm {i} \sigma _{2}\phi )\psi _{d_{j},R}+\mathrm {hc} }.
Die {\displaystyle V^{ij}} sind dabei die Kopplungskonstanten, die im Fall des Yukawa-Anteils matrixwertig sind und verschiedene Generationen der Fermionen mischen können. Im leptonischen Fall ist dies die Pontecorvo-Maki-Nakagawa-Sakata-Matrix (PMNS-Matrix), im Fall der Quarks die Cabibbo-Kobayashi-Maskawa-Matrix (CKM-Matrix). Die Summe über {\displaystyle i,j} läuft über die drei Generationen der Fermionen. {\displaystyle \sigma _{2}} ist die zweite Pauli-Matrix; die Abkürzung {\displaystyle \mathrm {hc} } steht für hermitian conjugate und ist so zu verstehen, dass zu den angegebenen Termen die komplex konjugierte Form aller Terme hinzuaddiert werden muss.
Nach der spontanen Symmetriebrechung sorgt der Yukawa-Anteil für die Masse der Fermionen im Higgs-Mechanismus und führt zu trilinearen Kopplungen in den Fermionen und den skalaren Higgs- und Goldstone-Bosonen. In der Masseneigenbasis ergeben sich folgende Feynman-Regeln, wobei der Einfachheit halber in der Darstellung nicht zwischen Leptonen und Quarks unterschieden wird:
| Typ             | Symbol | Beschreibung                                                      | Faktor |
| --------------- | ------ | ----------------------------------------------------------------- | --- |
| neutrale Ströme |        | 2 Fermionen 1 Higgs-Boson                                         | {\displaystyle -\mathrm {i} {\frac {g}{2}}{\frac {m_{f}}{m_{W}}}} |
| neutrale Ströme |        | 2 Fermionen 1 Goldstone-Z-Boson                                   | {\displaystyle -gT_{f}^{3}{\frac {m_{f}}{m_{W}}}\gamma ^{5}} |
| geladene Ströme |        | 1 Antifermion des u-Typs 1 Fermion des d-Typs 1 Goldstone-W-Boson | {\displaystyle \mathrm {i} {\frac {g}{\sqrt {2}}}\left({\frac {m_{f}}{m_{W}}}{\frac {1-\gamma ^{5}}{2}}-{\frac {m_{f'}}{m_{W}}}{\frac {1+\gamma ^{5}}{2}}\right)V_{ff'}}     |
| geladene Ströme |        | 1 Antifermion des d-Typs 1 Fermion des u-Typs 1 Goldstone-W-Boson | {\displaystyle \mathrm {i} {\frac {g}{\sqrt {2}}}\left({\frac {m_{f}}{m_{W}}}{\frac {1+\gamma ^{5}}{2}}-{\frac {m_{f'}}{m_{W}}}{\frac {1-\gamma ^{5}}{2}}\right)V_{f'f}^{*}} |

### Geister-Vertices
Faddejew-Popow-Geister müssen eingeführt werden, um unphysikalische Beiträge aus den Eichfeldern zu kompensieren. Für die Wechselwirkungs-Anteil der Lagrangedichte findet man:
{\displaystyle {\mathcal {L}}_{\mathrm {Geist} }=g_{s}f^{abc}(\partial _{\mu }{\bar {\omega }}^{a})\omega ^{b}g^{\mu ,c}+g\varepsilon ^{abc}(\partial _{\mu }{\bar {c}}^{a})c^{b}W^{\mu ,c}-\xi g^{2}{\bar {c}}^{a}c^{b}\phi T^{b}T^{a}v}.
Der erste Term beschreibt die Wechselwirkung der starken Geister mit Gluonen, der zweite  Terme die der elektroschwachen Geister mit den elektroschwachen Eichbosonen und der letzte Term die der elektroschwachen Geister mit den skalaren Higgs- und Goldstone-Bosonen, wobei der letzte auch die Massenterme der Geister beinhaltet. {\displaystyle \varepsilon ^{abc}} ist das Levi-Civita-Symbol als Strukturkonstante der {\displaystyle SU(2)}.
Nach der Entwicklung in der Masseneigenbasis für den elektroschwachen Anteil folgt für die Lagrangedichte:
{\displaystyle {\begin{aligned}{\mathcal {L}}_{\mathrm {Geist} }=&\mathrm {i} g(c_{w}Z_{\mu }+s_{w}A_{\mu })(\partial ^{\mu }{\bar {c}}^{-}c^{+}-\partial _{\mu }{\bar {c}}^{+}c^{-})\\&+\mathrm {i} g(c_{w}\partial ^{\mu }{\bar {c}}_{Z}+s_{w}\partial _{\mu }{\bar {c}}_{A})(c^{-}W_{\mu }^{-}c^{+}W_{\mu }^{-})\\&+\mathrm {i} g(W_{\mu }^{-}\partial ^{\mu }{\bar {c}}^{+}-W_{\mu }^{+}\partial ^{\mu }{\bar {c}}^{-})(c_{w}c_{Z}+s_{w}c_{A})\\&-{\frac {1}{2}}g\xi m_{W}h({\bar {c}}^{+}c^{-}-{\bar {c}}^{-}c^{+}+{\frac {1}{c_{w}^{2}}}{\bar {c}}_{Z}c_{Z})\\&+{\frac {1}{2}}g\xi m_{W}\mathrm {i} \varphi _{Z}({\bar {c}}^{+}c^{-}-{\bar {c}}^{-}{\bar {c}})-e\xi m_{W}(\varphi ^{+}{\bar {c}}^{-}+\varphi ^{-}{\bar {c}}^{+})c_{A}\\&-{\frac {1}{2}}g\xi m_{W}{\frac {c_{w}^{2}-s_{w}^{2}}{c_{w}}}(\varphi ^{+}{\bar {c}}^{-}+\varphi ^{-}{\bar {c}}^{+})c_{Z}+{\frac {1}{2}}g\xi m_{Z}{\bar {c}}^{Z}(\varphi ^{+}c^{-}+\varphi ^{-}c^{+})\end{aligned}}}
| Typ                                      | Symbol | Beschreibung                                     | Faktor                                                                         |
| ---------------------------------------- | ------ | ------------------------------------------------ | ------------------------------------------------------------------------------ |
| starke Geister                           |        | 1 Gluon-Geist 1 Gluon-Antigeist 1 Gluon          | {\displaystyle g_{s}f^{abc}p_{\mu }}                                           |
| elektroschwache Geister mit Eichbosonen  |        | 1 W-Geist 1 W-Antigeist 1 Photon                 | {\displaystyle -\mathrm {i} ep_{\mu }}                                         |
| elektroschwache Geister mit Eichbosonen  |        | 1 W-Geist 1 W-Antigeist 1 Z-Boson                | {\displaystyle \mathrm {i} gc_{w}p_{\mu }}                                     |
| elektroschwache Geister mit Eichbosonen  |        | 1 Z-Geist 1 W-Antigeist 1 W-Boson                | {\displaystyle -\mathrm {i} gc_{w}p_{\mu }}                                    |
| elektroschwache Geister mit Eichbosonen  |        | 1 Photon-Geist 1 W-Antigeist 1 W-Boson           | {\displaystyle \mathrm {i} ep_{\mu }}                                          |
| elektroschwache Geister mit Eichbosonen  |        | 1 W-Geist 1 Z-Antigeist 1 W-Boson                | {\displaystyle -\mathrm {i} gc_{w}p_{\mu }}                                    |
| elektroschwache Geister mit Eichbosonen  |        | 1 W-Geist 1 Photon-Antigeist 1 W-Boson           | {\displaystyle \mathrm {i} ep_{\mu }}                                          |
| elektroschwache Geister ohne Eichbosonen |        | 1 W-Geist 1 W-Antigeist 1 Goldstone-Z-Boson      | {\displaystyle {\frac {g}{2}}\xi m_{W}}                                        |
| elektroschwache Geister ohne Eichbosonen |        | 1 W-Geist 1 W-Antigeist 1 Higgs-Boson            | {\displaystyle -\mathrm {i} {\frac {g}{2}}\xi m_{W}}                           |
| elektroschwache Geister ohne Eichbosonen |        | 1 Z-Geist 1 Z-Antigeist 1 Higgs-Boson            | {\displaystyle -\mathrm {i} {\frac {g}{2c_{w}}}\xi m_{Z}}                      |
| elektroschwache Geister ohne Eichbosonen |        | 1 W-Geist 1 Z-Antigeist 1 Goldstone-W-Boson      | {\displaystyle \mathrm {i} {\frac {g}{2}}\xi m_{Z}}                            |
| elektroschwache Geister ohne Eichbosonen |        | 1 Z-Geist 1 W-Antigeist 1 Goldstone-Z-Boson      | {\displaystyle -\mathrm {i} {\frac {g(c_{w}^{2}-s_{w}^{2})}{2c_{w}}}\xi m_{W}} |
| elektroschwache Geister ohne Eichbosonen |        | 1 Photon-Geist 1 W-Antigeist 1 Goldstone-W-Boson | {\displaystyle \mathrm {i} e\xi m_{W}}                                         |